# گردهمایی

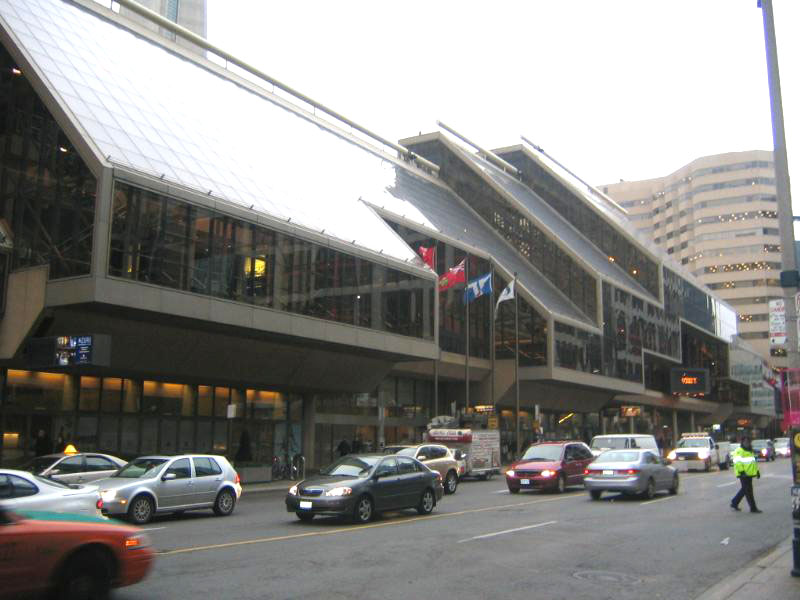
مرکز گردهمایی‌های متروی تورنتو، اواخر سال ۲۰۰۴ م.

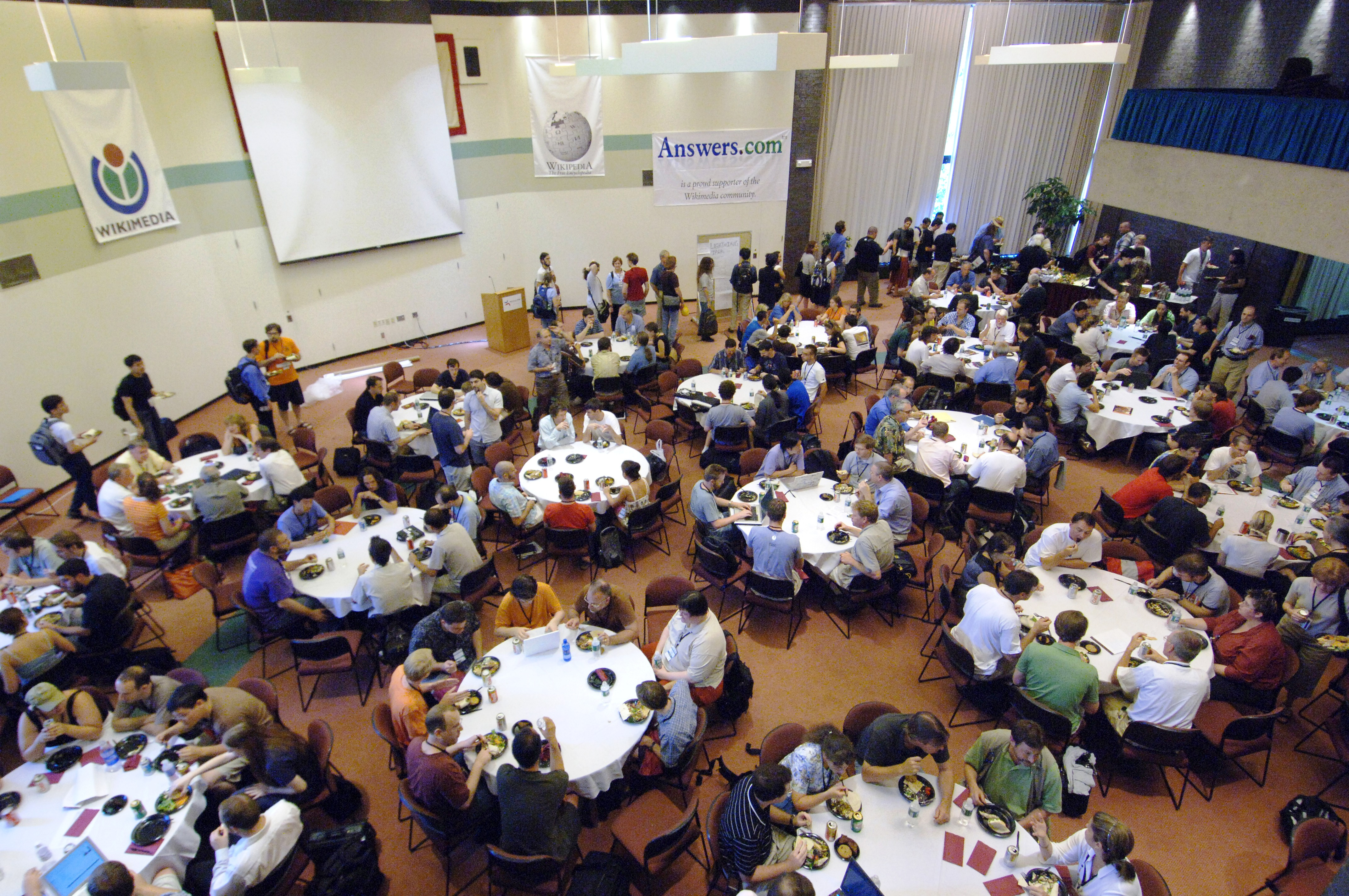
ویکی‌مانیا ۲۰۰۶: عکس برخی از شرکت‌کنندگان در هنگام استراحت ناهار. ویکی‌مانیا، همایش بین‌المللی کاربران ویکی‌پدیا و سایر پروژه‌هایی‌ست که بنیاد ویکی‌مدیا اداره می‌کند و از سال ۲۰۰۵ م. هر ساله برگزار می‌شود.

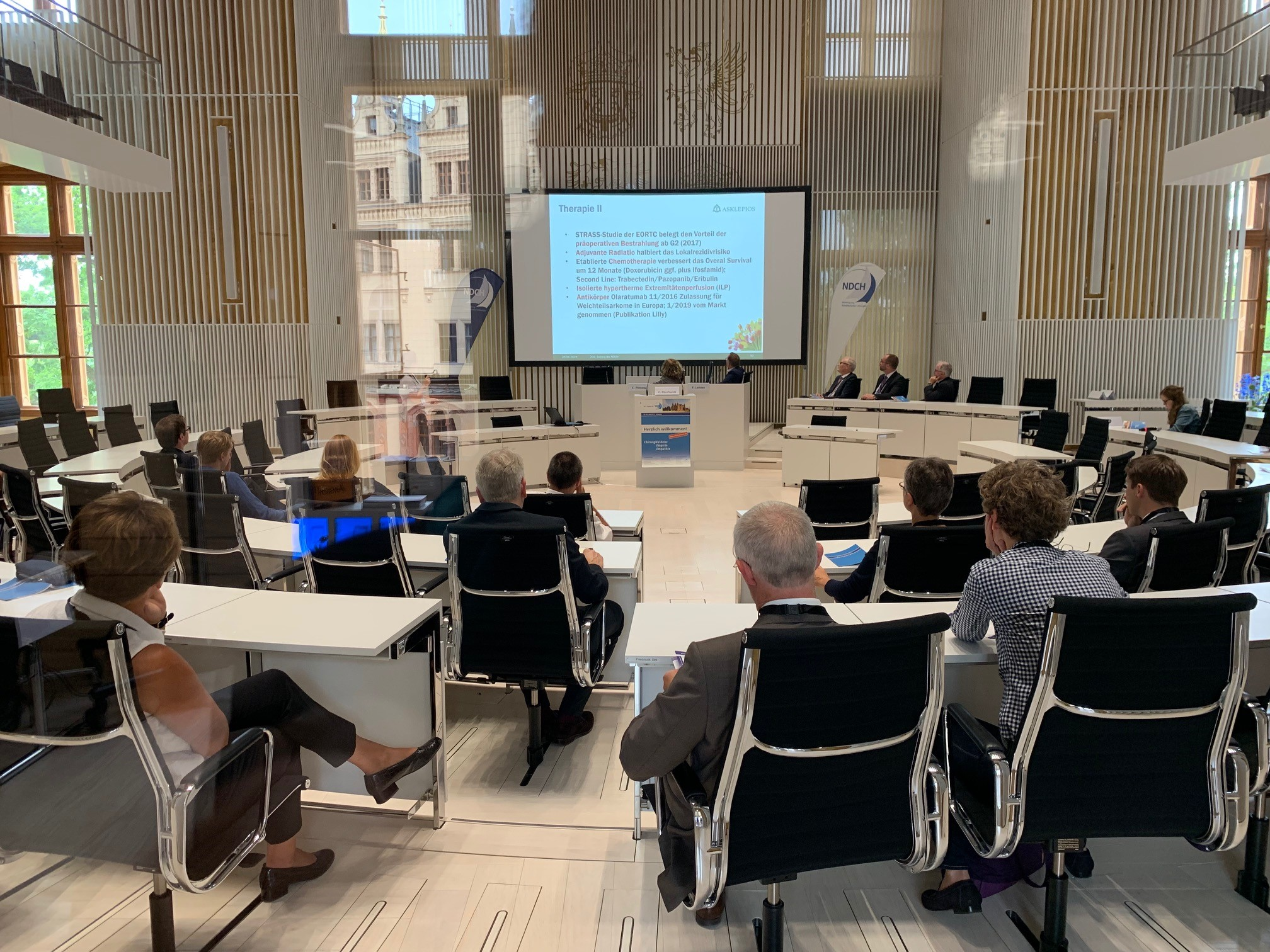
سخنرانی در نشست تابستانهٔ انجمن جراحان شمال آلمان در ساختمان مجلس ایالتی مکلنبورگ-پومرانیای غربی.

گردهمایی به جلسهٔ افرادی گفته می‌شود که در مکان و زمانی مشخص برای دیدار و گفتگو دور هم جمع می‌شوند. متداول‌ترین گردهمایی‌ها بر اساس صنعت، حرفه و فندوم است. گردهمایی‌های تجاری معمولاً بر بخش صنعت یا جزء خاصی از آن تمرکز دارد و دارای چند سخنران اصلی و وندور و سایر اطلاعات و فعالیت‌های موردعلاقهٔ برگزارکنندگان و شرکت‌کنندگان رویداد است. گردهمایی‌های حرفه‌ای بر روی موضوعات موردتوجه همراه با پیشرفت‌های مربوط به این حرفه متمرکز است. چنین گردهمایی‌ای را عموماً جامعه‌ها یا گروه‌هایی برگزار می‌کنند که به ارتقای موضوع موردعلاقه اختصاص دارد. در گردهمایی‌های هواداران معمولاً نمایش و حراج بر پایهٔ فرهنگ عامه و مهمانان سرشناس انجام می‌شود. گردهمایی‌های علمی-تخیلی به‌طور سنتی هم از ماهیت گردهمایی‌های حرفه‌ای و هم گردهمایی‌های هواداران برخوردار است و حالت متعادلی میان این دو دارد. گردهمایی همچنین برای سرگرمی‌های مختلف مانند بازی یا الگوهای حمل‌ونقل ریلی کاربرد دارد.
گردهمایی را اغلب با جزئیات دقیق، برنامه‌ریزان جلسه‌ها و گردهمایی‌های حرفه‌ای یا کارمندان شرکت میزبان گردهمایی یا متخصصان خارجی برنامه‌ریزی و هماهنگ می‌کنند. در اکثر شهرهای بزرگ مرکز همایشی به برگزاری چنین رویدادهایی اختصاص می‌دهند. اصطلاح MICE (جلسه، انگیزشی، گردهمایی، نمایشگاه) به‌طور گسترده‌ای در آسیا برای توصیف این صنعت به کار می‌رود که گردهمایی یکی از پویاترین عناصر در آن است. این صنعت به‌طور کلی تحت بخش گردشگری تنظیم می‌شود.
در اصطلاح فنی گردهمایی یا کنوانسیون (به انگلیسی: convention) به جلسهٔ وکلا یا نمایندگان گفته می‌شود. گردهمایی ملی ۱۹۴۷ م. نیوفاندلند نمونه‌ای سنتی از گردهمایی‌های سیاسی با حمایت دولت است. بیشتر وقت‌ها سازمان‌هایی تشکیل‌شده از واحدهای کوچکتر یا بخش‌ها یا لژها، مانند اتحادیه‌های کارگری و جوامع افتخاری و انجمن‌های برادری و زنان، دست‌جمعی از طریق اعزام نمایندگان واحدها به گردهمایی، برای مشورت در مورد مسائل مشترک سازمان دور هم جمع می‌شوند. این کاربرد همچنین برای گردهمایی‌های سیاسی نیز هست، هرچند در دوران مدرن، مسئلهٔ مشترک به انتخاب نامزد حزب یا رئیس آن محدود شده. در اصطلاح فنی، همایش یا کنگره‌ای که از نمایندگان تشکیل می‌شود کنوانسیون نام دارد. مجلس عوام انگلیس کنوانسیون محسوب می‌شود، همچنین بسیاری از مجلس‌های قانونگذاری. کنوانسیون ملی فرانسه (یا فقط «کنوانسیون») شامل مجلس مؤسسان و قانونگذاری، در سال‌های ۱۷۹۲ تا ۱۷۹۵ م. تشکیل شده‌است. هیئت‌های حاکم بر گروه‌های مذهبی را نیز ممکن است کنوانسیون نامیده شود، مانند کنوانسیون عمومی کلیسای اسقفی ایالات متحده آمریکا و کنوانسیون باپتیست جنوبی.
بسیاری از کشورهای مستقل علاوه بر مجلس قانونگذار خود، نهادهای گردهمایی (کنوانسیونی) را مدنظر قرار داده‌اند. قانون‌اساسی آمریکا، کنوانسیون قانون‌اساسی را پیش‌بینی کرده‌است که به موجب آن نمایندگان ایالت‌ها برای اصلاح یا تنظیم پیش‌نویس قانون‌اساسی به جلسه‌ای ویژه احضار می‌شوند. قانون‌اساسی این کشور همچنین مقرراتی را برای اصلاحات قانون‌اساسی در نظر گرفته‌است که به تصویب گردهمایی‌های مردمی ایالتی می‌رسد.
Con مخفف معمول کنوانسیون است و در برخی از قراردادها (مانند DEF CON و Gen Con) از این عبارت در نام‌گذاری استفاده شده‌است.

## گردهمایی‌های هم‌همکان
وقتی دو یا چند گردهمایی همزمان در یک جا برگزار می‌شود، به آن هم‌مکان گفته می‌شود. کنوانسیون‌های هم‌مکان معمولاً به صنایع مرتبط است.

## پی‌نوشت‌ها
1. ↑  Meetings, Incentives, Conferencing, Exhibitions